# Kanton Sooden
Der Kanton Sooden war eine Verwaltungseinheit im Distrikt Eschwege des Departements der Werra im napoleonischen Königreich Westphalen. Hauptort des Kantons und Sitz des Friedensgerichts war der Ort Sooden im heutigen hessischen Werra-Meißner-Kreis. Der Kanton umfasste 13 Dörfer.
Zum Kanton gehörten die Ortschaften:

- Sooden
- Weiden, Ahrensberg
- Ellershausen, Hilgershausen
- Vollungen, Dudenrode, Kammerbach, Orferode
- Hitzerode, Trubenhausen, Weißenbach, Uengsterode